# Rimkrønike
La Rimkrønike (Rimkrøniken ou Danske Rimkrønike ; « Chronique rimée ») est le premier ouvrage rédigé en langue danoise, en 1460. Il s'agit d'un recueil de poèmes ayant pour sujet l'histoire et les rois du Danemark, du premier roi Dan jusqu'à Christian Ier.
Il existe aujourd'hui deux exemplaires incomplets de l'ouvrage, respectivement conservés à Stockholm et à Copenhague.
La version la plus complète de la chronique, dont « l'histoire » s'achève en 1481 (année de mort de Christian Ier), a été imprimée en 1495 par Govert van Ghemen, un imprimeur hollandais établi à Copenhague.

## Forme
Les poèmes, sortes de faits d'armes, sont écrits en vers de mirliton et comme s'ils étaient contés par les rois eux-mêmes. Le livre contient environ 5000 vers, qui forment des monologues. Il n'y a pas d'accord concernant laquelle des chroniques suédoise (Lilla Rimkrönikan) ou danoise (Rimkrønike) a introduit le monologue dans la littérature scandinave.